# Niambia formicarum
Niambia formicarum là một loài chân đều trong họ Platyarthridae. Loài này được Barnard miêu tả khoa học năm 1932.